# تيفاني إيفانز
تيفاني إيفانز (بالإنجليزية: Tiffany Evans)‏ (و. 1992 – م) هي ممثلة، ومغنية، من الولايات المتحدة الأمريكية، ولدت في برونكس.

## وصلات خارجية
- تيفاني إيفانز على موقع IMDb (الإنجليزية)
- تيفاني إيفانز على موقع ميوزك برينز (الإنجليزية)
- تيفاني إيفانز على موقع إن إن دي بي (الإنجليزية)
- تيفاني إيفانز على موقع أول ميوزيك (الإنجليزية)
- تيفاني إيفانز على موقع قاعدة بيانات الفيلم (الإنجليزية)